# Saison 2015-2016 de l'Association sportive de Saint-Étienne (féminines)
Maillots
Dernière mise à jour : 13 juillet 2015.
Chronologie
Saison précédente Saison suivante
La saison 2015-2016 de la section féminine de l'Association sportive de Saint-Étienne est la neuvième saison consécutive du club stéphanois en première division du championnat de France et la onzième saison du club à ce niveau depuis 1980.
Hervé Didier est à la tête du staff stéphanois lors de cette nouvelle saison. L'effectif avait besoin d'être renouvelé, d'où les nombreux changements effectués.
L'AS Saint-Étienne va également évoluer au cours de la saison en Coupe de France.

## Équipe professionnelle

### Mercato
| Nom                    | Nationalité | Poste      | Transfert | Provenance/Destination               | Division    |
| ---------------------- | ----------- | ---------- | --------- | ------------------------------------ | ----------- |
| Arrivées               |             |            |           |                                      |             |
| Eloïse Vallet          |             | Milieu     | Transfert | Olympique Marseille                  | D2 Féminine |
| Pauline Peyraud-Magnin |             | Gardienne  | Transfert | Football féminin Issy-les-Moulineaux | D2 Féminine |
| Sebe Coulibaly         |             | Milieu     | Transfert | FC Tremblay-en-France                | D2 Féminine |
| Namnata Traoré         |             | Attaquante | Transfert | FC Tremblay-en-France                | D2 Féminine |
| Sanna Titraoui         |             | Milieu     | Transfert | Lyon B                               | D1 Féminine |
| Ophélie Brevet         |             | Défenseur  | Transfert | AIC Yellow Jackets                   |             |
| Julie Peruzzetto       |             | Milieu     | Transfert | ASPTT Albi                           | D1 Féminine |
| Maria Karlsson         |             | Milieu     | Transfert | Brescia                              | D1 Féminine |
| Départs                |             |            |           |                                      |             |
| Marion Mancion         |             | Gardienne  | Transfert | US Rouvroy                           | D1 Féminine |
| Julie Perrodin         |             | Gardienne  | Transfert | Claix Football                       | D2 Féminine |
| Alice Benoît           |             | Milieu     | Transfert | EA Guingamp                          | D1 Féminine |
| Caroline Audemar       |             | Défenseur  | -         | Claix Football                       | D2 Féminine |
| Charlotte Lorgeré      |             | Défenseur  | Transfert | EA Guingamp                          | D1 Féminine |
| Julie Debever          |             | Défenseur  | Transfert | EA Guingamp                          | D1 Féminine |
| Léonie Multari         |             | Défenseur  | Transfert | Olympique Marseille                  | D2 Féminine |
| Nora Coton-Pelagie     |             | Défenseur  | Transfert | Olympique Marseille                  | D2 Féminine |
| Barbara Bouchet        |             | Milieu     | Transfert | Olympique Marseille                  | D2 Féminine |
| Amadine Soulard        |             | Défenseur  | Transfert | Dijon                                | D2 Féminine |

### Championnat

#### Préparation d'avant-saison
L'équipe féminine de l'ASSE va jouer 4 rencontres amicales durant l'inter-saison :
- Samedi 8 août à Volvic contre Rodez AF à 16h00
- Samedi 15 août à Grenoble contre Grenoble à 16h00
- Mardi 18 août à Valence contre Nîmes à 19h00
- Samedi 22 août à Feurs contre Yzeure
| Date       | no | Adversaire | Lieu     | Résultat | Buteurs pour Saint-Étienne |
| ---------- | -- | ---------- | -------- | -------- | -------------------------- |
| 08/08/2015 | A1 | Rodez AF   | Volvic   | 0 - 2    | -                          |
| 15/08/2015 | A2 | Grenoble   | Grenoble | 2-0      | Peruzzetto , Titraoui      |
| 18/08/2015 | A3 | Nîmes      | Valence  | 2 -0     | Gherbi , Peruzzetto        |
| 22/08/2015 | A4 | Yzeure     | Feurs    | 3-0      | Lavaud , Traoré , Palacin  |

#### Matches aller
| Date       | no  | Adversaire  | Lieu | Résultat | Buteurs pour Saint-Étienne | Points | Place |
| ---------- | --- | ----------- | ---- | -------- | -------------------------- | ------ | ----- |
| 30/08/2015 | J01 | FCF Juvisy  | Dom. | 2 - 2    | Peruzzetto 33e 84e         | 2      | 7     |
| 06/09/2015 | J02 | Rodez AF    | Ext. | 1 - 0    | -                          | 3      | 8     |
| 13/09/2015 | J03 | ASJ Soyaux  | Dom. | 1 - 2    | Peruzzetto 67e             | 4      | 9     |
| 27/09/2015 | J04 | Montpellier | Ext. | -        | -                          | -      | -     |
| 04/10/2015 | J05 | Lyon        | Dom. | -        | -                          | -      | -     |
| 11/10/2015 | J06 | Nîmes       | Ext. | -        | -                          | -      | -     |
| 18/10/2015 | J07 | Guingamp    | Dom. | -        | -                          | -      | -     |
| 01/11/2015 | J08 | PSG         | Ext. | -        | -                          | -      | -     |
| 08/11/2015 | J09 | Saint-Maur  | Dom. | -        | -                          | -      | -     |
| 22/11/2015 | J10 | La Roche    | Dom. | -        | -                          | -      | -     |
| 06/12/2015 | J11 | ASPTT Albi  | Ext. | -        | -                          | -      | -     |

#### Classement
| Terrain   | D  | E  | D  | D | E | D | E | D | E | D | E | D | E | D | D | E | D | E | D | E | D | E |
| Résultats | N  | D  | D  |   |   |   |   |   |   |   |   |   |   |   |   |   |   |   |   |   |   |   |
| Points    | 2  | 3  | 4  |   |   |   |   |   |   |   |   |   |   |   |   |   |   |   |   |   |   |   |
| Place     | 7e | 8e | 9e |   |   |   |   |   |   |   |   |   |   |   |   |   |   |   |   |   |   |   |

Terrain : D = Domicile ; E = Extérieur. Résultat : D = Défaite ; N = Nul ; V = Victoire.

### Statistiques individuelles

#### Statistiques buteurs
| Place | Nom              | Championnat | Coupe de France | TOTAL des BUTS |
| 1     | Julie Peruzzetto | 3 buts      | -               | 3 buts         |
| #     | contre son camp  | -           | -               | -              |
| Total | 1 buteuse        | 3 buts      | -               | 3 buts         |

Date de mise à jour : le 16 septembre 2015.

#### Statistiques cartons  jaunes
| Place | Nom                 | Division 1 | Coupe de France | TOTAL des CARTONS JAUNES |
| 1     | Maéva Clémaron      | 1 carton   | -               | 1 carton                 |
| 1     | Morgane Courteille  | 1 carton   | -               | 1 carton                 |
| 1     | Charlotte Gauvin    | 1 carton   | -               | 1 carton                 |
| Total | 3 joueuses averties | 3 cartons  | -               | 3 cartons                |

Date de mise à jour : le 7 septembre 2015.